# Synagoge (Milówka)

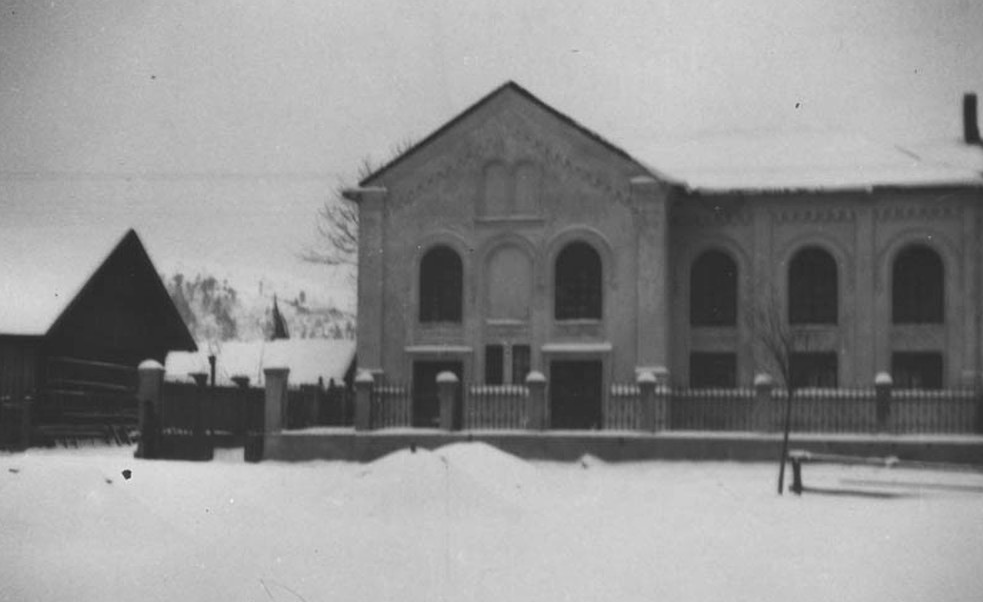
Synagoge Milówka, vor 1939

Die Synagoge in Milówka, einem Dorf in der polnischen Woiwodschaft Schlesien, wurde 1882 erbaut. Sie befand sich in der Nähe der Brücke über den Fluss Soła. Während des Zweiten Weltkrieges wurde die Synagoge von den deutschen Besatzern verwüstet. Nach dem Krieg wurde sie nicht wiederaufgebaut.